# Torre de Siloé
Segundo a Bíblia, a Torre de Siloé era uma antiga torre no sul de Jerusalém, que caiu durante a época de Jesus, matando 18 pessoas.
De acordo com a Bíblia hebraica, a antiga comunidade de Siloé foi construída em torno da "serpente de pedra", Zoheleth, onde Adonias dava suas festas na época de Salomão. Siloé é o local da piscina de Siloé, a saída das águas da fonte de Giom.

## Menções Bíblicas
| “ | «E, naquele mesmo tempo, estavam presentes ali alguns que lhe falavam dos galileus, cujo sangue Pilatos misturara com os seus sacrifícios. E, respondendo Jesus, disse-lhes: Cuidais vós que esses galileus foram mais pecadores do que todos os galileus, por terem padecido tais coisas? Não, vos digo; antes, se não vos arrependerdes, todos de igual modo perecereis. E aqueles dezoito, sobre os quais caiu a torre de Siloé e os matou, cuidais que foram mais culpados do que todos quantos homens habitam em Jerusalém? Não, vos digo; antes, se não vos arrependerdes, todos de igual modo perecereis.» (Lucas 13:1–5) | ” |

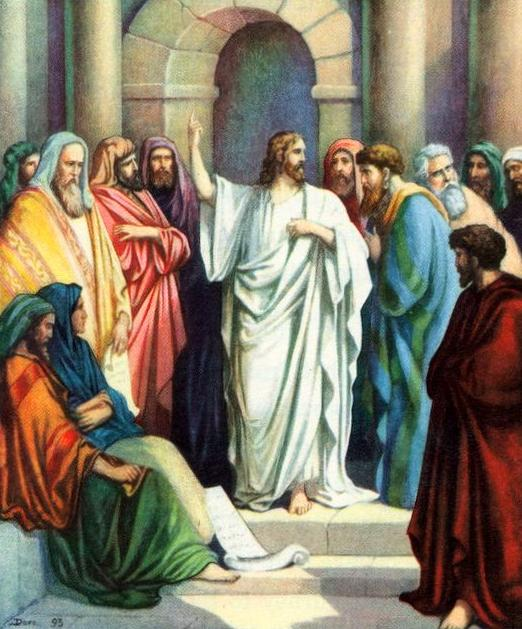
"Ou vocês imaginam que esses galileus eram mais pecadores que todos os outros galileus, por terem sofrido dessa maneira? Não, eu digo a vocês; mas se vocês não se arrependerem, todos vocês também perecerão." - Lucas 13:2-3

No Evangelho de Lucas, Jesus mencionou a tragédia quando lhe foi dito sobre alguns rebeldes galileus que foram mortos pelos romanos e seu sangue misturado com os sacrifícios judeus. Entende-se que era afirmado entre eles que suas mortes eram uma punição pelo seu comportamento rebelde e agressivo. No entanto, ao mencionar a queda da torre de Siloé, Jesus ensinou que aqueles que não morreram na tragédia, não são menos pecadores do que os que pereceram. Segundo ele, o arrependimento é fundamental para evitar a morte eterna. Lucas 13:5 ARA
Devido à falta de informações detalhadas e a natureza singular da passagem de Lucas, é provável que o evento não tenha ocorrido muito antes de Jesus mencioná-lo.

## Arqueologia
Escavações arqueológicas revelaram o que alguns estudiosos bíblicos acreditam ser as ruínas da torre. Se assim for, é provável que as ruínas pertencem a uma segunda torre, que foi reconstruída após a primeira torre desabar. As ruínas são uma base circular de aproximadamente 6 metros de diâmetro.
No final dos anos 90, Ronny Reich e Eli Shukron escavavam a área em Jerusalém perto da fonte de Giom, em preparação para a construção de um centro de visitantes. Para sua surpresa, descobriram alguns dos restos de duas torres e uma parte de uma grande piscina que havia sido guardada por essas torres.
A torre perto da piscina é chamado de "Pool Tower." Estima-se que medir 13,7m x 16,8m, e que as paredes eram mais 3,7 m de espessura! Acredita-se que estas torres e a piscina associados foram construídos durante o Período Bronze Médio II (1800 aC) e que continuou a ser usado por mais de 1.000 anos. Na verdade, é possível que Joabe e seus homens tiveram acesso a "Jerusalém / Jebus" através deste sistema de água (II Samuel 5:6–10; I Crônicas 11:4–9).
Para uma apresentação popular de suas descobertas, consulte Reich, Ronny e Shukron, Eli. "Luz no Fim do Túnel: Teoria Warren Shaft de conquistas de David Shattered". Biblical Archaeology Review, vol. 25, no. 1 (janeiro / fevereiro de 1999) :22-33, 72.